# Brigi Rafini
Brigi Rafini, född den 7 april 1953 i Iférouane i Agadezregionen, är en nigerisk politiker, Nigers premiärminister sedan 7 april 2011.
Rafini är etnisk tuareg från Agadez, och har varit borgmästare för Iférouane flera mandatperioder. I slutet av 1980-talet var han jordbruksminister, och 2004–2009 vice ordförande i Nigers nationalförsamling. Han utnämndes till premiärminister när Mahamadou Issoufou svors in som Nigers president den 7 april 2011.
Rafini lämnade den 1 april 2021 in sin avskedsansökan till presidenten.